# Криворудка
Кривору́дка — село в Україні, у Антонінській селищній громаді Хмельницького району Хмельницької області. Населення становить 309 осіб.

## Назва
В Україні села з такою самою назвою не існує. Воно єдине на мапі України. Його назва походить від двох слів «крива» і «руда». На південний захід від села в долині поміж горбами є невеликий потічок, який власне і складає один із початків р. Хомори. Вода з нього витікає «рудою». Мешканці цю місцевість називають «долинами», а потічок «рудявиною». А давніші старожили називали цю місцевість «селиськом» або «могилами». Саме тут знаходилось перше село, яке внаслідок набігу татар було сплюндроване.

## Географія
Село знаходиться біля витоків р. Хомори. На північ від села лежить рівнина, а на південь у бік Поділля розпочинаються чималі горби. На відстані півтори версти від села насипано дві могили по прямій лінії від сходу на захід; передання народне говорить, що ці насипи, як найвищі точки, служили пунктом нагляду при набігах татар, хоча свого часу проф. Київського університету Володимир Антонович ідентифікував ці насипи з давніми двома курганами, і зафіксував їх у працях II Київського археологічного з'їзду. Перед початком Другої Світової війни на цих могилах військові поставили вишку. У 2000-х роках свої сліди залишили тут «чорні археологи», які неодноразово, за свідченнями мешканців села, розкопували це місце. Далі за цими могилами лежить старий шлях, який колись з'єднував смт. Антоніни з с. Поляхова і мав стратегічне військове значення. На цьому шляху колись стояла єврейська корчма.

## Історія
Село Криворудка Заславської волості Кременецького воєводства згадується в акті від 7 жовтня 1601 року. У доповідній возних Волинського воєводства Криштофа Щуки і Станіслава Янковського до Луцького гродського суду про огляд ними містечок і сіл у Луцькому повіті, спустошених і спалених татарами, серед цих сіл згадується і Криворудка (АЮЗР, ч.1, т.1, ст.292). Натомість давні джерела відносять заснування села до другої половини XVI ст. Про це, зокрема, свідчить Заславська замкова книга, де вміщено акт поділу володінь між князями Янушем та Михайлом Янушевичем Заславськими датований 1581 р. Село неодноразово було сплюндроване татарами впродовж першої половини XVII ст. аж до Визвольної війни під проводом гетьмана Богдана Хмельницького. В такому зовсім убогому стані село належало брацлавському воєводі Олександру Заславському, а потім на деякий час переходить до панів Єрличів. Відомо, що вдова Оліазара Єрлича Катерина Єрлич, позичивши Олександру Заславському дві тисячі злотих, бере від нього 1626 р. в заставу на три роки с. Криворудку. Як видно із пізніших документів вона тримає його ще у 1632 р. (витяг з луцьких гродських книг 14 червня 1626 р. з вкладенням заставного листа Заславських, у якому передбачено, що Катерина Єрлич триматиме маєток від Великодня 1627 р. до Великодня 1630 р.). За статистичними даними, як наслідок набігів татар, на 40-ві роки XVII ст. в с. Криворудка було лишень чотири дими, тобто чотири хати, з яких стягувались податки.
В добу Російської імперії аж до Жовтневого перевороту володів селом князь Роман Сангушко. Село Криворудка належало до Заславської ординації неподільних і заповіданих володінь князів Сангушків і знаходилось у Білогородському ключі. Дворів в селі на поч. ХХ ст. було 156, парафіян — 1287 душ, з них 334 римо-католики, 24 євреї, а решту православні.
7 (20) листопада 1917 року, відповідно до.Третього Універсалу Української Центральної Ради, увійшло до складу Української Народної Республіки.
12 червня 2020 року, відповідно до розпорядження Кабінету Міністрів України № 727-р «Про визначення адміністративних центрів та затвердження територій територіальних громад Хмельницької області», увійшло до складу Антонінської селищної громади.
19 липня 2020 року, після ліквідації Красилівського району, село увійшло до Хмельницького району.
Колишній орган місцевого самоврядування — Криворудська сільська рада.

## Церква
У селі за період його існування мешканці збудували щонайменше чотири церкви. Очевидно, що перші дві зникли у полум'ї від набігів татар. Але третя церква, датована 1751 р., належала до типових волинських кораблеподібних однобанних храмів. Простояла більше аніж століття. Четвертий храм Різдва Пресвятої Богородиці на пожертви парафіян повстав 1886 р., на місці старого. Новий дерев'яний храм було збудовано на кам'яному фундаменті, з такою ж дзвіницею. Нову церкву урочисто освятили 1 травня 1887 року. З вигляду церква належали до тодішніх нових храмів Волині, які стали будувати в російському архітектурному стилі. Вона відносилась до 5-го класу, була просторою, п'ятибанною, з дзвіницею, яка увінчувалась шатроподібним куполом. Спереду і з північної та південної сторони знаходились своєрідні ґанки, тобто входи. Покрита добротною бляхою, пофарбованою в зелений колір, а стіни храму — масляними білими фарбами. Інвентар церкви був у досить непоганому стані. Копії метричних книг зберігалися в ній з 1883 року.
Опис церковного майна був заведений ще з 1806 року. Із богослужбових стародруків у храмі було два Служебники Почаївського друку, один від 1735 року, а інший — від 1765 і Євангеліє Львівського друку від 1722 року. У храмі була чимала ризниця. Таким храм проіснував до 1934 р. З наказу тодішнього голови колгоспу Петрука місцеві активісти комсомольці храм розібрали до кам'яного фундаменту. Ікони та іконостас були знищені. Лишень дещо вціліле було рознесено селянами, зокрема хоругви і процесійних хрест. Згодом на місці де стояла церква повстав клуб, який з того часу не перебудовувався і знаходиться тепер в аварійному стані.
Церковно-парафіяльної землі було достатньо: присадибна ділянка з городом, 2 десятка 750 сажнів, під церковним подвір'ям і кладовищем 660 сажнів і досить велика кількість землі, призначеної для господарської діяльності. Причет церковний складався зі священика, якому виплачувалось жалування в розмірі 300 рублів, псаломника — 50 рублів і просфорника — 10 рублів. Причтеві будівлі і господарські прибудови знаходились у доброму стані.
За свідченням церковно-парафіяльного літопису настоятелями церкви Різдва Пресвятої Богородиці були: 1) ієрей Даниїл Ількевич з 1742 по 1780 роки; 2) священик Миколай Сингалевич з 1780 по 1824 роки; 3) син його Федір Сингалевич з 1824 по 1855 роки; 4) зять о. Феодора, священик Іоан Дашкевич з 1855 по 1888 роки; 5) племінник о. Іоана, священик Іоан Йосипович Дашкевич з 1 травня 1888 року по 1903 р.; зять о. Івана о. Володимир Калістович Рогальський з 1903 по 1946 р.; з 1942 р. — митрофорний протоієрей, благочинний Антонінської округи Української Автокефальної Православної Церкви; репресований органами МДБ; помер у Харківській в'язниці 4.II.1947 р.; реабілітований у 1993 р.
Псаломниками при цій церкві були: 1) Іван Николайович в 1804 р.; 2) Олексій Дольський, 1805—1809 рр.; 3) Василій Плиськевич, 1809—1842 рр.; 4) Лука Дольський, 1842—1845 рр.; 5) Олександр Шанявський, 1845—1855 рр.; 6) Андрій Жадановський, 1855—1865 рр.; 7) Мирон Матфійович Гобчанський, 1866—1889 рр.; 8) Максиміліан Федорович Павловський — з 1899 р. З часу приєднання Ледянської Свято-Покровської церкви введена посада пономаря, яку займали Олександр Приминський, Григорій Мартишевський, Василій Мартишевський, Григорій Яневич і Феофіл Скавський, після котрого пономарське місце закрите. До цієї парафії, як вже зазначалось, у 1845 р. приписана церква села Ледянки.

## Церковно-парафіяльна школа
У 1885 р. на базі сільського народного училища створено церковно-парафіяльну школу, яка знаходилась в житловому будинку. Вчителеві виплачувалось жалування 120 рублів; на освітлення 3 рублі, на опалення 15 рублів і 10 на навчальні підручники; на ремонт 8 рублів і на сторожу 6 рублів за рахунок парафіян. На 1888 рік вчителем був селянин с. Топори Леонтій Семенович Єфремчук, котрий закінчив Заславське міське училище. На той час налічувався 41 учень. Згодом викладання у школі перейняла донька о. Івана Дашкевича Людмила Дашкевич — «пані Людя», як її називали мешканці села. Вчителем у церковно-парафіяльній школі вона залишалася аж до приходу радянської влади.

## Чудотворна ікона Божої Матері
Коли парафіяни закінчували будівництво нового храму, навесні 1886 р. мешканець села Роман помітив, що образ Богородиці у вівтарній частині на горньому місці став оновлюватися. Він став бачити навколо ікони сяйво, вінець із зірок, вогняні стовпи і живі лики святих і навіть самого Господа Ісуса Христа. Звістка про Романове видіння швидко облетіла всі навколишні села і після цього кожного року влітку до чудотворного образу Божої Матері на відпустове свято стало приходити від 300 до 500, і більше прочан, переважно жінок, які прагнули зцілення від хвороб. У святковий день цю чудотворну ікону обносили навколо храму і сотні людей падали перед нею ниць, коли святиню проносили над ними. Цей образ зціляв людей від падучої, чорної хвороби і всі, ті хто припадав до ікони, більше ніколи такою хворобою не були обтяжені. Згодом Святійший урядуючий синод в Санкт-Петербурзі вніс цю ікону до реєстру чудотворних, і в списку прославлених ікон вона зазначена як Криворудська ікона Божої Матері. Після зруйнування церкви в с. Криворудка ікона побожними мешканцями села була урочисто перенесена до храму с. Білогородка, Ізяславської ТГ Шепетівського р-ну Хмельницької обл.

## Відомі земляки
- Димитрій (Рудюк) — Митрополит Львівський і Сокальський, керуючий Львівсько-Сокальською єпархією Української Православної Церкви (Православної Церкви України)